# Magyarbánhegyes
Magyarbánhegyes é um município da Hungria, situado no condado de Békés. Tem 36,56 km² de área e sua população em 2015 foi estimada em 2.294 habitantes.